# Sarah Zappulla Muscarà
Sarah Zappulla Muscarà (Acireale, 18 ottobre 1943) è una filologa, critica letteraria e scrittrice italiana.
Nata Sarah Muscarà, ha pubblicato alcuni studi a quattro mani col marito Enzo Zappulla.

## Biografia  e carriera accademica
L'attività di questa studiosa siciliana   è stata indirizzata prevalentemente alla messa a fuoco di autori di primo piano tra Otto e Novecento (Verga, Capuana, De Roberto, Pirandello, D’Annunzio, Rosso di San Secondo, Martoglio, Borgese, Brancati, Patti, Bonaviri, Addamo) e insieme al recupero di opere e scrittori ingiustamente trascurati (Savarese, Lanza, Stefano Pirandello, Marangolo). Si occupa, inoltre, del passaggio di un testo da un genere ad un altro, in particolare dalla narrativa al teatro. Numerosi pure i suoi contributi in campo teatrale e cinematografico. Ha dedicato monografie riccamente illustrate ai maggiori attori fra Otto e Novecento (Giovanni Grasso, Angelo Musco, Turi Ferro).
Già componente del Comitato Nazionale per le Celebrazioni Pirandelliane, fa parte dei Comitati Nazionali per l'edizione critica delle Opere di Luigi Capuana e Federico De Roberto, del Comitato scientifico della Fondazione Verga, dell'Istituto di Storia dello Spettacolo Siciliano, del Centro Nazionale di Studi Pirandelliani, della Fondazione Bonaviri, del Consiglio Direttivo della Società di Storia Patria di Catania. È componente del Comitato Scientifico di riviste nazionali e internazionali: «Pirandelliana: rivista internazionale di studi e documenti» (Pisa-Roma); «Revista de la Sociedad Española de Italianistas» (R.S.E.I.) (Salamanca, Spagna), «Italia & Italy» (Il Cairo, Egitto); «Italian Studies in Southern Africa» (Pretoria, Sudafrica); «Vita Nuova. Revista de Letras Europeas» (Granada, Spagna). Dirige le collane di saggistica “Mnemosine”, “Strumenti critici”, “Demetra”.
È responsabile di accordi bilaterali Erasmus con università spagnole, francesi, austriache, polacche, svizzere, belghe, tedesche, romene.
È stata visiting professor in diverse università estere.
Ha fondato, con Vicente González Martín, cattedratico di Salamanca, l'Associazione degli Italianisti Spagnoli e la “Cattedra Sicilia” a Salamanca che ha lo scopo di promuovere la cultura siciliana in Spagna.
Ha organizzato convegni, rassegne teatrali, premi letterari, mostre, queste ultime sempre corredate da cataloghi, che sono state ospitate, oltre che in Italia, in America, Australia, Canada, Francia, Spagna, Austria, Scozia, Irlanda, Belgio, Germania, Ungheria, Paesi Bassi, Tunisia, Sudafrica, Egitto.
Ha collaborato a manifestazioni espositive promosse dall'Ufficio Centrale per i Beni Librari, le Istituzioni Culturali e l'Editoria del Ministero per i beni e le attività culturali e ai relativi cataloghi: “I libri in maschera. Luigi Pirandello e le biblioteche”, 1996; “Giovanni Verga. Una biblioteca da ascoltare”, 1999; “Dalla Sicilia all'Europa l'Italia di Vitaliano Brancati”, 2005.
Ha curato, per la Soprintendenza per i Beni Culturali e Ambientali di Catania, nella Casa-Museo Giovanni Verga, le mostre “I vinti in scena”, 2002, e “Verga da vedere. Teatro, Cinema, Televisione”, 2003.
Insieme a Enzo Zappulla e agli eredi dei protagonisti della cultura isolana ha fondato nel 1984 l'Istituto di Storia dello Spettacolo Siciliano, con sede a Catania, al fine di recuperare, custodire e promuovere il patrimonio documentario della letteratura e dello spettacolo siciliani.
Ha insegnato letteratura italiana presso l'Università di Catania.

## Pubblicazioni

### Opere in volume
- Federico De Roberto critico e traduttore, Catania, Giannotta, 1973;
- Luigi Pirandello, Quando si è qualcuno, Milano, Mursia, 1974 (con una nota introduttiva di Marta Abba);
- Aspetti della cultura in Sicilia, Catania, Muglia, 1974;
- Nino Savarese, Il Capopopolo, Catania, Tringale, 1975;
- Francesco Lanza, Teatro edito e inedito, Catania, Tringale, 1975;
- Francesco Lanza, Vita e miracoli di Giustino Lambusta ed altri inediti, Catania, Tringale, 1975;
- Invito alla lettura di Verga, Milano, Mursia, 1977 (7ª ed., 1997); ISBN 88-425-0566-8
- Federico De Roberto, Lettere a Donna Marianna degli Asmundo, Catania, Tringale, 1978;
- Luigi Pirandello-Nino Martoglio, Carteggio inedito, Milano, Pan, 1979;
- Federico De Roberto a Luigi Albertini: lettere del critico al direttore del «Corriere della Sera», Roma, Bulzoni, 1979;
- Federico De Roberto, La «Cocotte» e altre novelle, Roma, Curcio, 1979;
- Luigi Capuana, Giacinta, Catania, Mursia, 1980;
- Luigi Pirandello, Carteggi inediti (con Ojetti, Albertini, Orvieto, Novaro, De Gubernatis, De Filippo), Roma, Bulzoni, 1980;
- Giovanni Verga, I Malavoglia, Roma, Mursia, 1982 (9ª ed., 2009); ISBN 88-425-0968-X
- Pirandello in guanti gialli, Caltanissetta-Roma, Sciascia, 1983;
- Capuana e De Roberto, Caltanissetta-Roma, Sciascia, 1984;
- Nino Martoglio, Caltanissetta-Roma, Sciascia, 1984;
- Letteratura Teatro e Cinema, Catania, Tringale, 1984;
- Odissea di maschere. “'A birritta cu 'i ciancianeddi” di Luigi Pirandello, Catania, Maimone, 1988; ISBN 88-7751-024-2
- Pier Maria Rosso di San Secondo, Ignazio Trappa maestro di cuoio e suolame, Caltanissetta-Roma, Sciascia, 1991;
- Luigi Pirandello, Tutto il teatro in dialetto, Milano, Bompiani, 1993, voll. 2 (4ª ed., 2009); ISBN 978-88-452-5093-4
- Ercole Patti, Un bellissimo novembre, Milano, Bompiani, 1994 (6ª ed. nuova ediz. Milano, Grandi Tascabili Bompiani, 2013); ISBN 978-88-452-5218-1
- Luigi Capuana e le carte messaggiere, Catania, C.U.E.C.M., 1996; ISBN 88-86673-05-1
- Nino Martoglio, Tutto il teatro e Tutte le poesie, Roma, Newton & Compton, 1996; ISBN 88-8183-466-9
- Luigi Capuana, Il Paraninfo (tra narrativa e teatro), Roma, C.U.E.C.M., 1996 (nuova ediz. 2007); ISBN 88-95104-25-0 ; ISBN 88-8183-465-0
- Ercole Patti, Diario siciliano, Milano, Bompiani, 1996. ISBN 88-452-2730-8
- Giuseppe Bonaviri, Il fiume di pietra, Milano, Mondadori, 1997. ISBN 88-04-42370-6
- Luigi Capuana, Malia, Agrigento, Centro Nazionale di Studi Luigi Capuana, 1997.
- Francesco Lanza, Tutto il teatro, Catania, la Cantinella, 1997.
- Ercole Patti, La cugina, Cava de' Tirreni, Avagliano, 1998 (3ª ed., 2004). ISBN 88-86081-79-0
- Giuseppe Bonaviri,Gesù e Giufà, Catania, la Cantinella, 2001;
- Francesco Lanza, Opere, Catania, la Cantinella, 2002. ISBN 88-87499-06-3
- Ercole Patti, Giovannino, Milano, Bompiani, 2002. ISBN 88-452-4522-5
- Ercole Patti, Un amore a Roma, Cava de' Tirreni, Avagliano, 2002. ISBN 88-8309-089-6
- Ercole Patti, Graziella, Cava de' Tirreni, Avagliano, 2004. ISBN 88-8309-138-8
- Luigi e Stefano Pirandello, Nel tempo della lontananza (1919-1936), Catania, la Cantinella, 2005 (2ª ed. accresciuta, Caltanissetta-Roma, Sciascia, 2008); ISBN 978-88-8241-269-2
- Ercole Patti, Gli ospiti di quel castello, Milano, Bompiani, 2006. ISBN 88-452-5598-0
- Ercole Patti, Roma amara e dolce, Milano, Bompiani, 2006. ISBN 88-452-5676-6
- Enzo Marangolo, Un posto tranquillo, Milano, Bompiani, 2006. ISBN 88-452-5636-7
- Giuseppe Bonaviri, Silvinia, Milano, Bompiani, 2007. ISBN 978-88-452-5851-0
- Nino Martoglio, ’O scuru 'o scuru, Catania, la Cantinella, 2007. ISBN 978-88-87499-18-6
- Francesco Ferlito, Federico De Roberto, Luigi Capuana, Saghe e seghe col senno e con la mano, Catania, la Cantinella, 2007. ISBN 978-88-87499-17-9
- Nino Martoglio, La Triplici Allianza, Catania, la Cantinella, 2008. ISBN 978-88-87499-14-8
- Nino Martoglio, ’A Tistimunianza, Catania, la Cantinella, 2008. ISBN 978-88-87499-12-4
- Nino Martoglio, Luigi Pirandello, Cappiddazzu paga tuttu, Catania, la Cantinella, 2008. ISBN 978-88-87499-13-1
- Giuseppe Bonaviri, L'infinito lunare, Milano, Bompiani, 2008. ISBN 978-88-452-6071-1
- Sebastiano Addamo, Il giudizio della sera, Milano, Bompiani, 2008. ISBN 978-88-452-6072-8
- Stefano Pirandello, Timor sacro, Milano, Bompiani, 2011. ISBN 978-88-452-6740-6

### Opere in collaborazione con Enzo Zappulla
- Sicilia: Dialetto e Teatro. Materiali per una Storia del Teatro Siciliano, Agrigento, ed. del Centro Nazionale di Studi Pirandelliani, 1982 (2ª ed. aggiornata 1985);
- Pirandello e il Teatro Siciliano, Catania, Maimone, 1986 (premio Kaos); ISBN 88-7751-001-3
- Angelo Musco. Il gesto, la mimica, l'arte, Catania, Novecento, 1986;
- Musco. Immagini di un attore, Catania, Maimone, 1987;
- Le donne del teatro siciliano. Da Mimì Aguglia a Ida Carrara, Catania, la Cantinella, 1995;
- Martoglio cineasta, Roma, Editalia (premio Efebo d'oro), 1995; ISBN 88-7060-324-5
- Giovanni Grasso. Il più grande attore tragico del mondo, Catania, la Cantinella, 1995;
- Le robe di casa Verga, Catania, Provincia Regionale di Catania, 1996;
- “La figlia di Iorio” di Gabriele D'Annunzio fra lingua e dialetti, Catania, la Cantinella (premio d'Annunzio; premio Scena), 1997;
- Bonaviri inedito, Catania, la Cantinella, 1998 (2ª ed. aggiornata 2001); ISBN 88-87499-00-4
- “Mastro-don Gesualdo”, sceneggiatura inedita di Guida e Vaccari, Catania, la Cantinella, 2001;
- Verga da vedere. Teatro, Cinema, Televisione, Palermo, Regione Siciliana. Assessorato dei Beni Culturali e Ambientali e della Pubblica Istruzione, 2003;
- Brancati-Patti per immagini, Catania, la Cantinella, 2004;
- Stefano Pirandello, Tutto il teatro, Milano, Bompiani, voll. 3, 2004 (premio Alvaro); ISBN 88-452-3260-3
- Turi Ferro. Il magistero dell'arte, Catania, la Cantinella, 2006;
- Giuseppe Bonaviri, La ragazza di Casalmonferrato, Catania, la Cantinella, 2009; ISBN 978-88-87499-43-8
- I Pirandello. La famiglia e l'epoca per immagini, Catania, la Cantinella, 2013 (premio Gutenberg); ISBN 978-88-87499-10-0
- Federico De Roberto e Ernesta Valle, Si dubita sempre delle cose più belle. Parole d'amore e di letteratura, Milano, Bompiani, 2014. ISBN 978-88-587-6854-9
- Ercole Patti, Tutte le opere, Milano, La nave di Teseo, 2019. ISBN 978-88-93447-04-1

### Curatele di Atti
- Aa.Vv., Vitaliano Brancati, Catania, Maimone, 1986; ISBN 88-7751-003-X
- Aa.Vv., Ercole Patti, Catania, Maimone, 1989; ISBN 88-7751-025-0
- Aa.Vv., Narratori siciliani del secondo dopoguerra, Catania, Maimone, 1990; ISBN 88-7751-031-5
- Aa.Vv., Giuseppe Bonaviri, Catania, Maimone, 1991; ISBN 88-7751-043-9
- Aa.Vv., Mario Rapisardi, Catania, Maimone, 1991; ISBN 88-7751-034-X
- Aa.Vv., Parole in viaggio. Traduzioni e traduttori di Giuseppe Bonaviri, Catania, la Cantinella, 2007.
- L'aria del continente di Nino Martoglio: foto dal set, Belpasso, Circolo culturale Athena, Catania, Istituto di storia dello spettacolo siciliano, 2011
- Aa.Vv., L'eredità letteraria di Giuseppe Bonaviri, atti del Convegno internazionale di studi (Mineo, 18-19 dicembre 2010), Mineo, Fondazione Giuseppe Bonaviri; Catania, la Cantinella, 2013. ISBN 978-88-87499-14-8

## Video
- Bonaviri ritratto (documentario). Regia di Massimiliano Perrotta (2007)
- Sperduti nel buio (cortomegraggio). Regia di Gianluca Donati (2008)
- La selva delle lettere: Giovanni Verga (documentario). Testi, voce narrante e regia di Luigi Boneschi (2012)
- La selva delle lettere: "Luigi Pirandello (documentario). Testi, voce narrante e regia di Luigi Boneschi (2012) [17]
- Un sogno in Sicilia (docufilm). Regia di Fabio Grossi (2013)

## Audiolibri
- Luigi Pirandello letto da Leo Gullotta: La patente, Nell'albergo è morto un tale, La giara (prefazione). Letture di Leo Gullotta (Roma, Full Color Sound, 2013) ISBN 978-88-7846-044-7
- Leonardo Sciascia letto da Leo Gullotta: Il lungo viaggio, Filologia, Giufà, La rimozione (prefazione). Letture di Leo Gullotta (Roma, Full Color Sound, 2014) ISBN 978-88-7846-047-8